# Rolf von Hoerschelmann

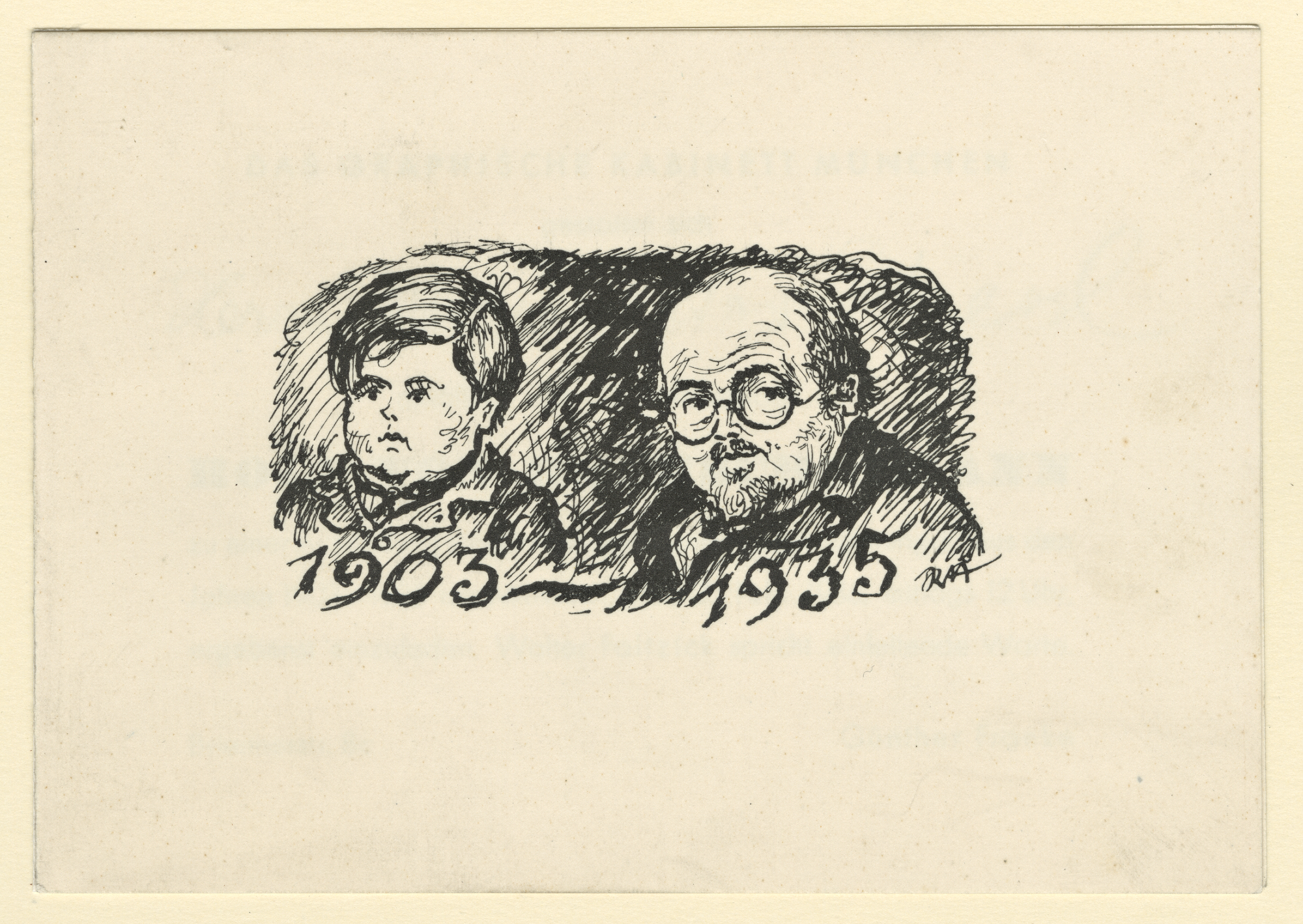
Rolf von Hoerschelmann, Selbstporträts als 18- und 50-Jähriger

Rolf Erik von Hoerschelmann (* 28. Februar 1885 in Dorpat, Gouvernement Livland, Russisches Kaiserreich; † 12. März 1947 in Feldafing) war ein deutschbaltischer Illustrator, Sammler, Schriftsteller und Bohemien.

## Leben
Hoerschelmann wurde als dritter von vier Söhnen des Hochschullehrers und Altphilologen Wilhelm von Hoerschelmann und seiner Frau Alexandrine, geborene von Bosse, Tochter des russischen Hofarchitekten Harald Julius von Bosse, in Dorpat, dem heutigen Tartu (Estland), geboren. Ein älterer Bruder war der Physiker Harald Wilhelm Tacitus von Hoerschelmann (1878–1941). Rolf von Hoerschelmann war infolge einer Wachstumsstörung, die in der Pubertät auftrat, gesundheitlich labil und kleinwüchsig, weshalb seine Freunde ihm später den Spitznamen „der kleine Hoerschel“ gaben. In seiner Vaterstadt besuchte er das Privatgymnasium Rudolf von Zeddelmanns. Ersten Zeichenunterricht erhielt er von Susa Walter.

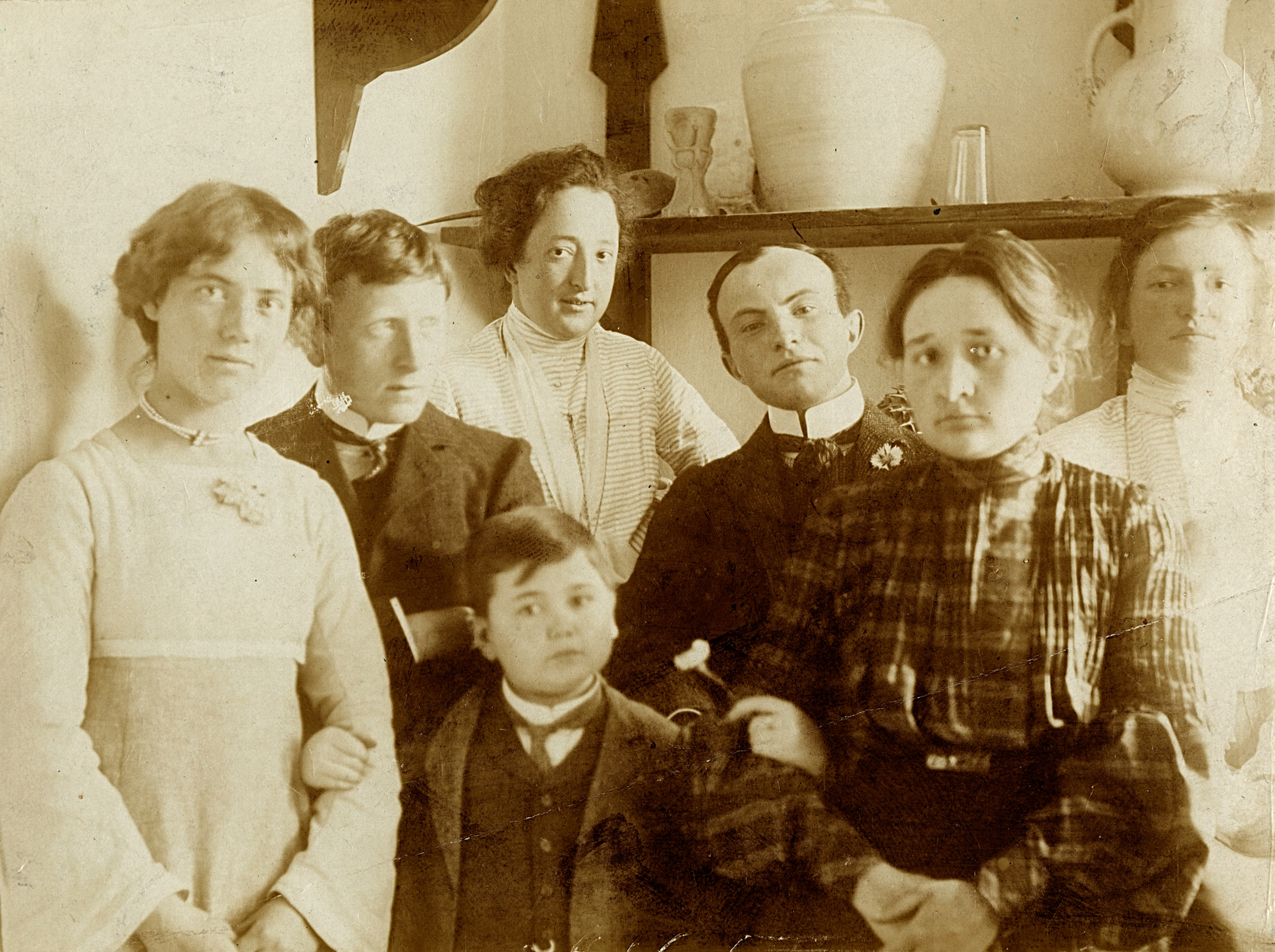
Rolf von Hoerschelmann (unten) in der Debschitz-Schule, München, Frühjahr 1903

Um die Jahrhundertwende, wohl 1903, zog er nach München, wo er mit seiner verwitweten Mutter, genannt „Sascha“, in der Schwabinger Gedonstraße 8 viele Jahre gemeinsam wohnte. Als leidenschaftlicher Sammler hortete er dort in seinem „Fuchsbau“ alles, was mit Papier zu tun hatte und ihm kulturgeschichtlich interessant erschien, vornehmlich aber Grafiken. Trotz begrenzter finanzieller Mittel legte Hoerschelmann im Laufe seines Lebens eine beträchtliche Sammlung an. Hierzu pflegte er die Antiquariate Münchens zu durchstreifen, wobei er scherzhaft bedauerte, dass er von deren Beständen „nur die unteren anderthalb Meter kenne, da er nicht höher hinaufreiche.“

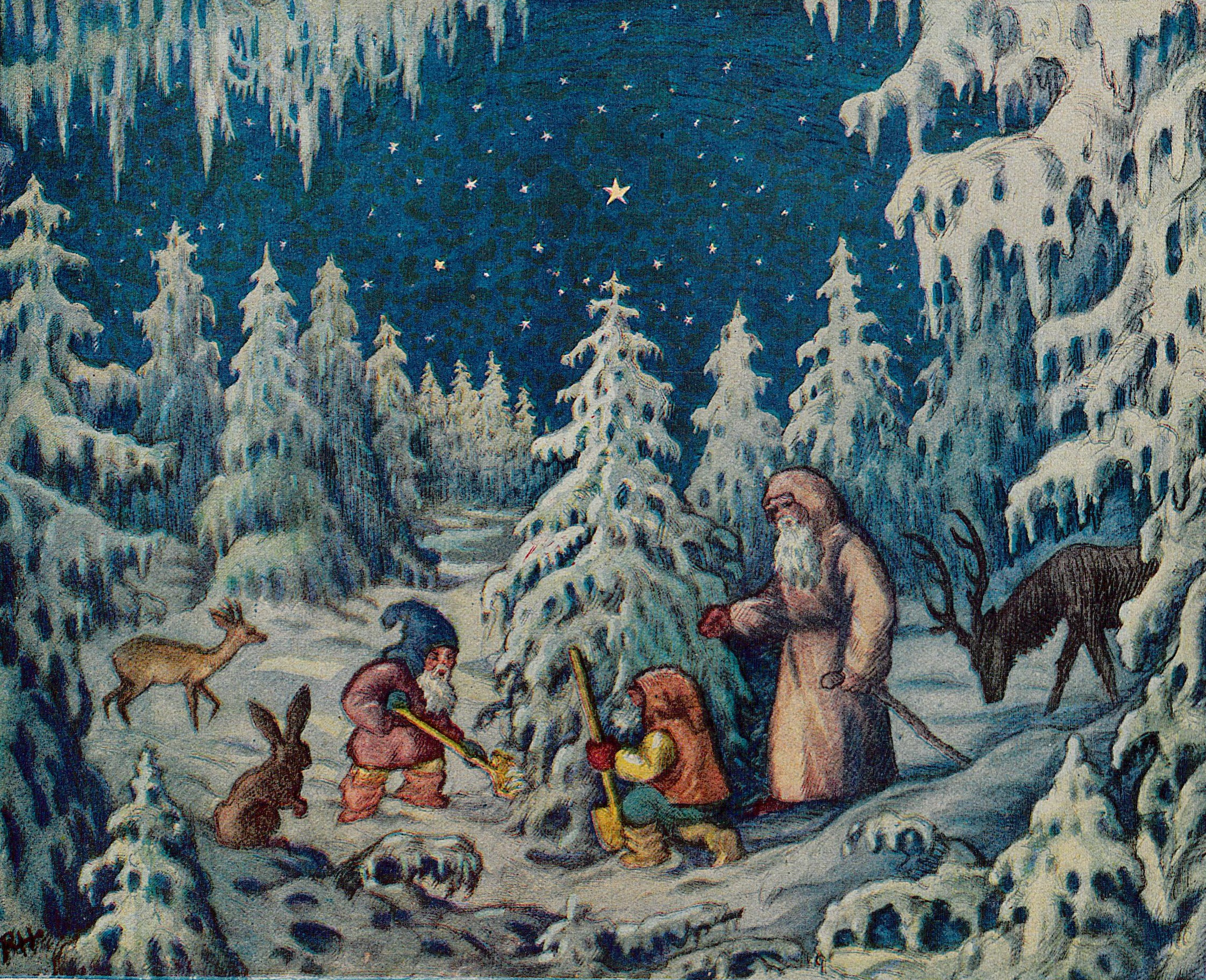
Weihnachtsmärchen, Illustration in der Zeitschrift Jugend, 1924

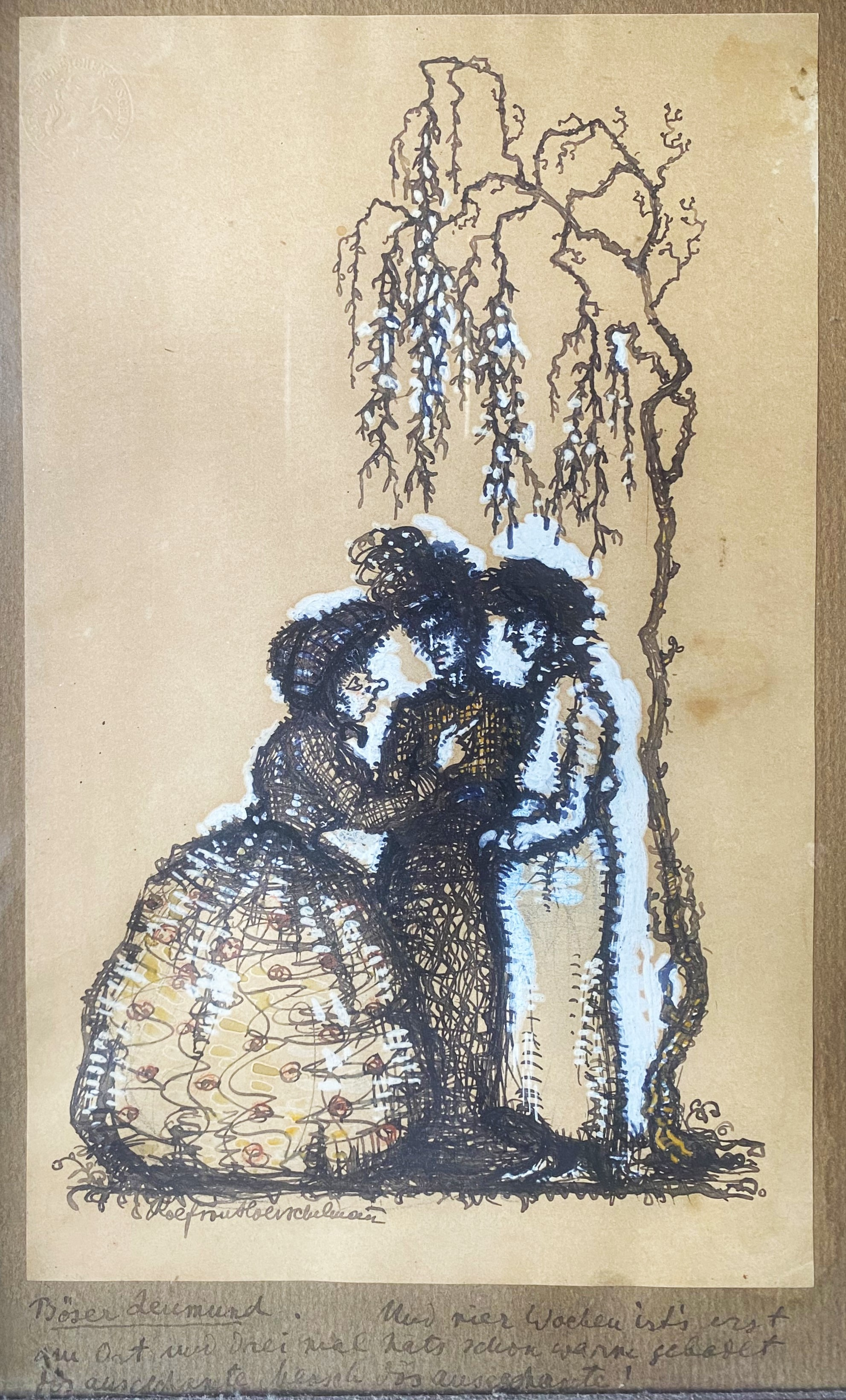
Böser Leumund, Federzeichnung von 1929 (Privatbesitz)

Bei Hermann Obrist und Wilhelm von Debschitz absolvierte er in den Lehr- und Versuch-Ateliers für angewandte und freie Kunst eine reformorientierte künstlerische Ausbildung. Einen Namen machte Hoerschelmann sich dann als Entwerfer von Exlibris. Einige Jahre arbeitete er als Silhouetten-Schneider bei den Schwabinger Schattenspielen, die 1907 von Alexander von Bernus gegründet worden waren. Bei Karl Wolfskehl und Emil Preetorius lernte er bald den Zeichner Alfred Kubin kennen, mit dem ihn eine lebenslange Freundschaft verband. Als Bücherfreund war er Mitglied der Gesellschaft der Münchner Bibliophilen (1908–1913) und der Gesellschaft der Münchner Bücherfreunde (1923–1931). In diesen geselligen Zirkeln lernte er viele Antiquare, Buchhändler, Verleger, Illustratoren, Schrift- und Buchgestalter kennen. Durch die Mitarbeit in den Schwabinger Schattenspielen und bei der Zeitschrift Simplicissimus kam er außerdem in Kontakt mit der „Crème der Boheme von Schwabing“, unter ihnen Friedrich und Ricarda Huch, Heinrich und Thomas Mann, Richard Dehmel, Hermann Hesse sowie Stefan George. Als Stammgast der Künstlerlokale Simpl und  Café Stefanie traf Hoerschelmann auf weitere Protagonisten der Münchener Kunstszene, so Franziska Gräfin zu Reventlow, Carl Georg von Maassen, Joachim Ringelnatz, Max Halbe und Erich Mühsam. Aus der Zeit stammt auch die satirische Zeichnung Böser Leumund. Der Maler Max Unold meinte über die Vita seines Freundes Hoerschelmann, ihm gelinge „wie selten einem das Wunder, das Leben zu vervielfachen.“ Im Laufe seines Lebens unternahm er mehrere Studienreisen, nach Italien und Frankreich. Dort entstanden Aquarelle mit Ansichten von Paris, der Provence, Rom, Umbrien und der Toskana.
In der Zeit des Nationalsozialismus war Hörschelmann Mitglied der Reichskammer der bildenden Künste. Für diese Zeit ist seine Teilnahme an sieben großen Ausstellung sicher belegt.
Im September 1934 unternahm er mit Hans Purrmann und Hugo Troendle eine Fahrt zur Corot-Ausstellung nach Zürich. Im Herbst 1943 zerstörte ein Luftangriff seine Schwabinger Wohnung. Danach lebte er in Feldafing am Starnberger See, wo er starb und begraben wurde.
Eine engere Beziehung zu einer Frau hatte Hoerschelmann erst in späteren Lebensjahren, zu Elisabeth Bachmair, geborene Zeller, genannt „Lisel“, der zweiten Frau des Verlegers Heinrich Franz Seraph Bachmair. Sie nannte ihn „Pappilein“ und pflegte „den kranken Hoerschel“ bis zum Tode und erledigte die Trauerkorrespondenz. 1945, wenige Monate vor seinem Tode, lebte der Schaffensdrang Hoerschelmanns noch einmal auf, als er gleichzeitig mit dem Untergang des Nationalsozialismus als Illustrator und Sammler wieder gefragt war. Aus dieser Zeit stammt seine Veröffentlichung Leben ohne Alltag (1947), in der er Lebenserinnerungen und Aufsätze zusammenfasste. Unter dem Titel Allerlei Papier gedachte die Neue Sammlung in München des Verstorbenen durch eine Ausstellung aus seinem Nachlass in den Jahren 1947/1948.

## Nachlass
Dirk Heißerer monierte im Jahr 2000, dass der Nachlass von Hoerschelmann im Münchener Stadtmuseum „weder katalogisiert noch der Öffentlichkeit zugänglich“ sei. Der Nachlass befand sich lange Zeit in seinem letzten Wohnort Feldafing, wo er von Eva-Maria Herbertz katalogisiert wurde. Im Oktober 2024 wurde er an die Monacensia in München übertragen. Der Nachlass umfasst über 1000 Briefe, 150 Fotos, kistenweise Rezeption und 500 Arbeiten.

## Werke (Auswahl)
Hoerschelmann schuf als Schriftsteller, Zeichner, Karikaturist und Grafiker ein vielseitiges Werk, Illustrationen für etwa 40 Bücher und die Zeitschriften Simplicissimus, Jugend und Fliegende Blätter, zahlreiche Holz- und Scherenschnitte, Aquarelle und Exlibris sowie Plakatentwürfe. Seine Zeichnungen kennzeichnet ein flotter, impressionistischer Strich. Die bis dahin vernachlässigte Kunstform der Silhouette bekam durch Hoerschelmann einen neuen Stellenwert in der Buchillustration. Die Buchillustrationen Hoerschelmanns sind von unterschiedlichen Schaffensperioden des Grafikers Alfred Kubin beeinflusst, auch von Max Slevogt. Mit Kubin teilte Hoerschelmann einen Hang zur Phantastik.

### Illustrationen (Auswahl)

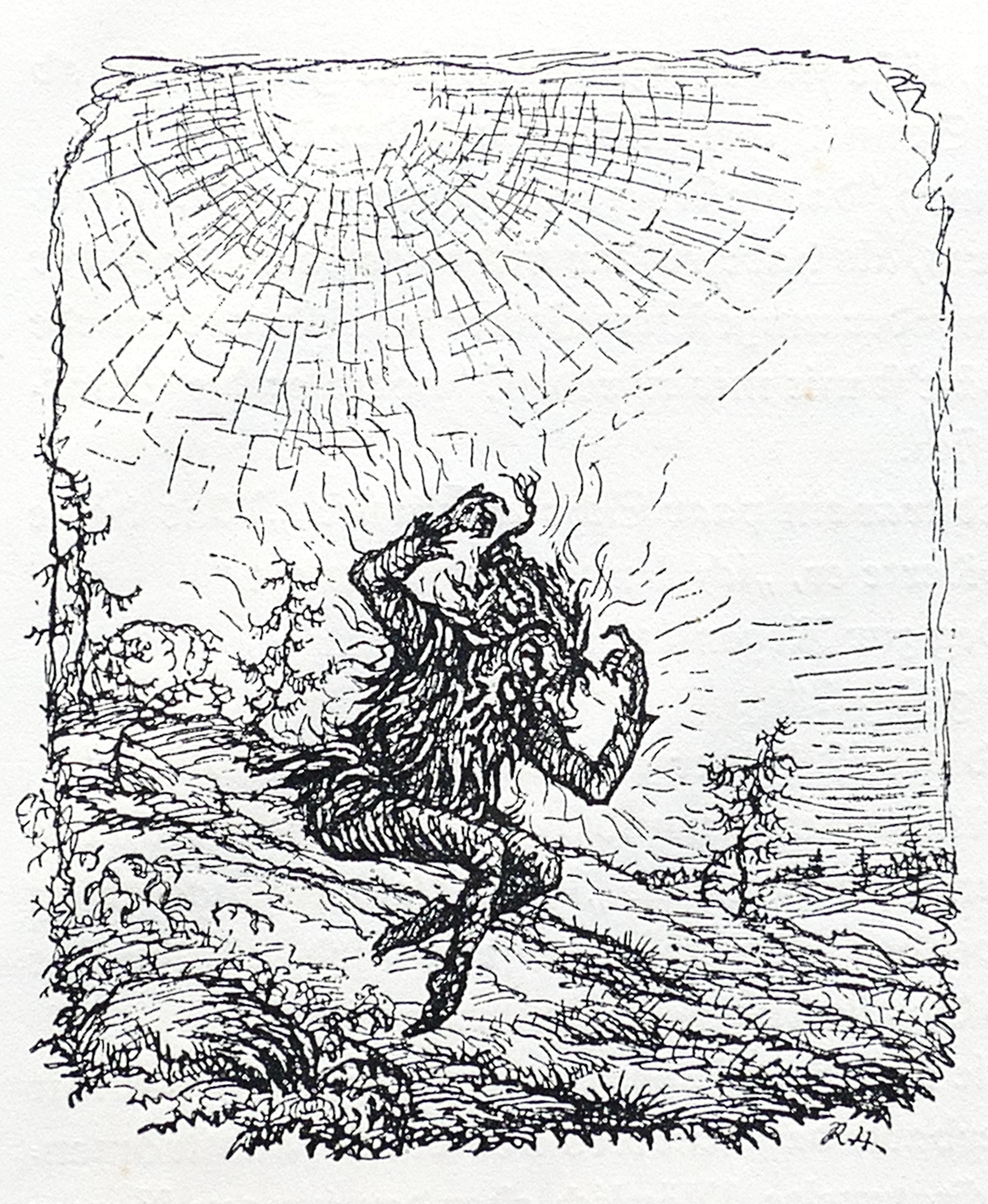
Federzeichnung aus dem Buch Drei Märchen von Theodor Storm von 1925, dargestellt ist der „Feuermann“ im Märchen Die Regentrude

- Diverse Zeichnungen im Gästebuch von Carl Georg Maassen
- Pfau, „dekorative Zeichnung“ im Jahrbuch für bildende Kunst in den Ostseeprovinzen, IV. Jahrgang, 1910[12]
- Selbstbildnis, 1916, Feder- und Tuschzeichnung
- Abendfriede, 1919,[13] Illustration in der Zeitschrift Der Orchideengarten
- Der Säulenheilige, 1919, Illustration in der Zeitschrift Der Orchideengarten
- Goethe. Empfindsame Geschichten, 1921 (zehn Illustrationen)
- Jean Paul: Vergessene Schriften, 1921 (acht ganzseitige Illustrationen & diverse Vignetten)
- Selbstporträt 1903–1935, 1935[14]
- Selbstporträt als „Sammelsurius“ in seiner Schwabinger Wohnung, Federlithografie
- Straßenszene, Federzeichnung[15]
- Verfallene Hütte, Federzeichnung[16]
- Begegnung mit dem Tod, Lithografie
- Das Einhorn, Federlithografie
- Wolkenwanderer, Federzeichnung

### Schriften (Auswahl)
- Adressbuch, ab 1907, umfangreiche, historisch bedeutsame private Adressensammlung Hoerschelmanns
- Mit Franz Blei, Carl Georg von Maassen, Carl Graf von Klinckowström und Ernst Schulte Strathaus: Ueber den Lyrismus bei Max Halbe in seinen Beziehungen zur Anacreontik der Spätromantiker. Fingierte Inaugural-Dissertation, 1911
- Mit Carl Georg von Maassen, Reinhard Koester und Max Unold: Irma. Ein Fragment. Parodistisches Drama, 1913
- Leben ohne Alltag. Sammlung von Aufsätzen, Wedding-Verlag, Berlin 1947.

## Rezeption
- Im „Schwabingroman“ Jossa und die Junggesellen karikierte der Schriftsteller Willy Seidel Hoerschelmann als die Figur des zwergenhaften Künstlers „Hasso von Klösterlein“, als Antipoden der hünenhaften Figur des „Schweickhardt-Gundermann“, womit er den Schriftsteller Karl Wolfskehl überzeichnete. Den zwergenhaften Künstler beschrieb Seidel wie folgt:[17]

„Von Klösterlein war zwerghaft klein; was ihm aber an Figur fehlte, ersetzte er durch eine äußerst schlagfertige Zunge baltischer Observanz, ein aggressiv-hüpfendes Organ, das aber bei seiner Umwerbung von Bilderhändlern sanft gedehnt werden konnte wie ein Gummiband. Freilich blieben seine Augen auch dann noch sehr lebhaft und hüpften um die Wette mit seinen Worten.“

- Der Schriftsteller Thomas Mann nannte Hoerschelmann „Herrn vom Hoerselberg“, eine Anspielung auf die Hörselberg- und die Tannhäuser-Sage.[18][19]

- Der Schriftsteller Hermann Hesse schrieb am 2. April 1947 als Nachruf:[20]

„Er ist drüben, er ist befreit, und er hat bis zuletzt sich bewährt und Treue gehalten. Damit rückt er für mich in die Reihe jener Freunde, die mir beinahe näher sind und mit denen ich mehr Umgang pflege als mit jenen, die noch leben….“